# کشورهای مالایای فدرال نشده
کشورهای مالایای فدرال نشده (انگلیسی: Unfederated Malay States) نام جمعی بود که در نیمه اول قرن بیستم به پنج ایالت تحت‌الحمایه انگلیس در شبه جزیره مالایا داده شد. این ایالت‌ها جوهور (ایالت)، Kelantan، کلانتان، Perlis و ترنگانو بودند. در مقابل با چهار ایالات فدرال مالایا از سلانگور، پراک، پاهانگ پاهانگ و نگاری سمبیلان، پنج ایالت غیر مالکیت مالایا فاقد مؤسسات مشترک بودند و در حقوق بین‌الملل دولت واحدی تشکیل ندادند. آنها در واقع تحت‌الحمایه مستقل انگلیس بودند.